# Baraka (film)
Pour les articles homonymes, voir Baraka.
Pour plus de détails, voir Fiche technique et Distribution.
Baraka est un film documentaire, sans commentaires, réalisé par Ron Fricke et sorti en 1992. Sa musique comprend notamment des morceaux de Michael Stearns et Dead Can Dance. Baraka approfondit des thèmes chers à Ron Fricke explorés aussi dans Chronos, sorti en 1985, et dans le film Samsara, sorti en 2011. Certaines séquences de Baraka ont été reprises au début de Ultimate Game ainsi que dans le jeu vidéo Sid Meier's Alpha Centauri.

## Synopsis
Le film alterne des séquences montrant des paysages naturels et des rites religieux ou spirituels humains, filmés sur les cinq continents. Au cœur du film, des séquences plus pénibles (accompagnées notamment de morceaux de Dead Can Dance dont The Host of Seraphim) montrent les aspects destructeurs de l'humanité tels que la misère ou la guerre. La fin du film revient sur des séquences de spiritualité, notamment une séquence des bains rituels dans le Gange, à Varanasi en Inde.

## Fiche technique
- Titre : Baraka
- Réalisateur : Ron Fricke
- Date de sortie au Canada : 15 septembre 1992 (Festival du film de Toronto)
- Date de sortie en France : 12 janvier 1994
- Durée : 96 minutes
- Format : 70 mm
- Producteurs : Mark Magidson, Alton Walpole
- Musique : Michael Stearns, Dead Can Dance
- Photographie : Ron Fricke
- Genre : documentaire

## Lieux de tournage
Une autre liste (à peu près complète mais manquant de précision) est décrite sur le site web du film : Spirit of Baraka

### Afrique
- Le Caire (Égypte)
- Nécropole de Gizeh, proche des pyramides de Gizeh, Le Caire (Égypte)
- Pyramides de Gizeh (Égypte)
- Temple de Karnak, Louxor (Égypte)
- Lac Magadi (Kenya)
- Lac Natron (Tanzanie)
- Louxor (Égypte)
- Mara Kichwan Tembo Manyatta (Kenya)
- Mara Rianta Manyatta (Kenya)
- Réserve nationale du Masai Mara (Kenya)
- Ramesséum (Égypte)

### Amérique
- Îles Galápagos (Équateur)
- Cimetière La Ciudad Blanca (The White City, La Ville Blanche), à Guayaquil (Équateur)[1]
- Forêt amazonienne (Brésil)
- Rio de Janeiro, Brésil
- São Paulo (Brésil)
- Le peuple des Kayapos (Brésil)
- São José do Rio Preto (Brésil)
- Favela de Rocinha (Brésil)
- Serra dos Carajás (Brésil)
- La Havane (Cuba)
- New York (États-Unis)
- Chutes d'Iguazú (Argentine)
- Monument national du Canyon de Chelly (États-Unis)
- Los Angeles (États-Unis)
- Oakland (États-Unis)
- Parc national de Mesa Verde (États-Unis)
- Parc national des volcans d'Hawaï (États-Unis)
- Parc national de Haleakalā (États-Unis)
- Parc national des Canyonlands (États-Unis)
- Mine de charbon Peabody (États-Unis)

### Asie
- Katmandou (Népal)
- Bhaktapur (Népal)
- Bénarès (Inde)
- Pékin, Place Tien an Men (Chine)
- Xi'an (Chine)
- Rivière Li (Chine)
- Armée de terre cuite du Mausolée de l'empereur Qin (Chine)
- Les collines en dents de dragon de la rivière Li à Guilin (Chine)
- Angkor Vat (Cambodge)
- Bayon (Cambodge)
- Phnom Penh (Cambodge)
- Siem Reap (Cambodge)
- Kowloon (Hong Kong)
- Bali (Indonésie)
- Java (Indonésie)
- Temple de Borobudur (Indonésie)
- Temple de Prambanan (Indonésie)
- Mosquée Istiqlal à Jakarta (Indonésie)
- Fabrique de cigarettes Gudang Garam (Indonésie)
- Yogyakarta (Indonésie)
- Temple Gunung Kawi (Indonésie)
- Mur des Lamentations (Israël)
- Église du Saint-Sépulcre, Jérusalem (Israël)
- Calcutta (Inde)
- Madras (Inde)
- Gange (Inde)
- Musée national de l'Inde, Janpath, New Delhi (Inde)
- Mosquée du Chah, dite aussi Mosquée de l'Imam, Ispahan (Iran)
- Chah-Tcheragh[2], Chiraz et mosquée Nassir-ol-Molk, Chiraz (Iran)
- Temple Ryōan-ji (Japon)
- Usine JVC de Yokosuka (Japon)
- Gare de Shinjuku (Japon)
- Hôtel capsule Green Plaza, Shinjuku (Japon)
- le Parc aux singes de Jigokudani dans le bourg de Yamanouchi
- Everest (Népal)
- Ahmadi (Koweït)
- La Mecque (Arabie saoudite)
- Istanbul (Turquie)
- Sainte-Sophie (Turquie)
- Bangkok (Thaïlande)
- Usine NMB de claviers d'ordinateurs, Bang Pa-In (Thaïlande)

### Australie
- Uluru
- Île Bathurst
- Parc national de Kakadu
- Chutes Jim Jim (Jim Jim Falls), parc national de Kakadu, Territoire du Nord[3]
- Chutes Twins
- Vallée de Kunwarde Hwarde
- Yellow Water
- Cooinda
- Uluru
- Tribu Tiwi, près de la ville de Darwin

### Europe
- Cathédrale Notre-Dame de Chartres (France)
- Cathédrale Notre-Dame de Reims (France)
- Auschwitz (Pologne)
- Basilique Saint-Pierre (Vatican)